# Precedentes del matrimonio igualitario en España

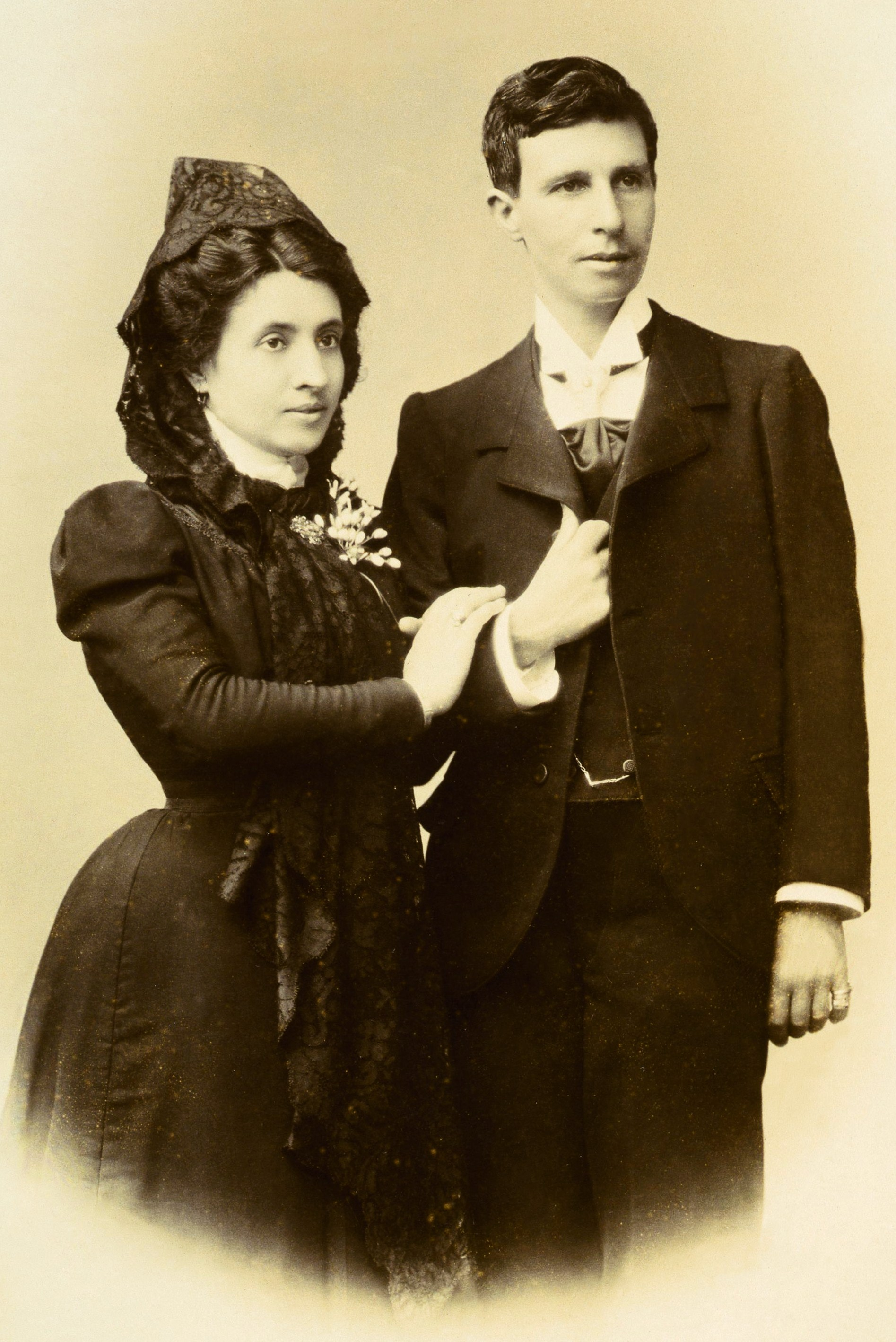
Marcela y Elisa tras la boda, fotografiadas por José Sellier.

El 8 de junio de 1901 se casaron en La Coruña (Galicia, España) dos mujeres que ejercían de maestras: Marcela Gracia Ibeas y Elisa Sánchez Loriga. Para lograrlo Elisa tuvo que adoptar una identidad masculina, Mario Sánchez, figurando así en el acta de matrimonio. Se trata del primer intento de matrimonio igualitario de España del que se tiene constancia registral. Lo hicieron por la Iglesia católica, en la parroquia de San Jorge de la misma ciudad. Posteriormente el párroco descubrió el engaño, y fueron denunciadas y perseguidas. 
Su unión matrimonial se realizó más de cien años antes de que la ley permitiera a los homosexuales españoles contraer matrimonio, con lo que este hecho puede considerarse un precedente del matrimonio igualitario en España. La noticia de su boda fue difundida por toda España y por varios países europeos.

## Primer encuentro, separación y reencuentro
Marcela y Elisa se conocieron en 1885 en la Escuela Normal de Maestras de La Coruña, donde se formaban las futuras profesoras de enseñanza primaria. Marcela estaba estudiando en dicha escuela y Elisa, que había estudiado previamente la misma carrera, estaba trabajando allí. Su amistad dio paso a una relación más íntima. Marcela tenía dieciocho años y Elisa, veintitrés. El padre de Marcela, el capitán del Ejército Manuel Gracia, viendo que la amistad aumentaba más allá de lo socialmente permitido, y temeroso de un posible escándalo, envió a su hija a Madrid. Cuatro meses después Marcela terminó sus estudios en Madrid. Se reencontraron cuando Elisa fue destinada como maestra interina a Couso, una pequeña parroquia de Coristanco en La Coruña y, cerca, en la aldea de Calo, en Vimianzo, se instaló Marcela, ya como maestra superior. El reencuentro avivó la llama de su relación y decidieron vivir juntas en Calo. En 1889, Marcela tuvo que ir a dar clases a Dumbría, instalándose en la casa escuela, mientras Elisa permaneció en Calo, pero siguieron manteniendo el contacto ya que Elisa se trasladaba a la localidad donde residía Marcela.

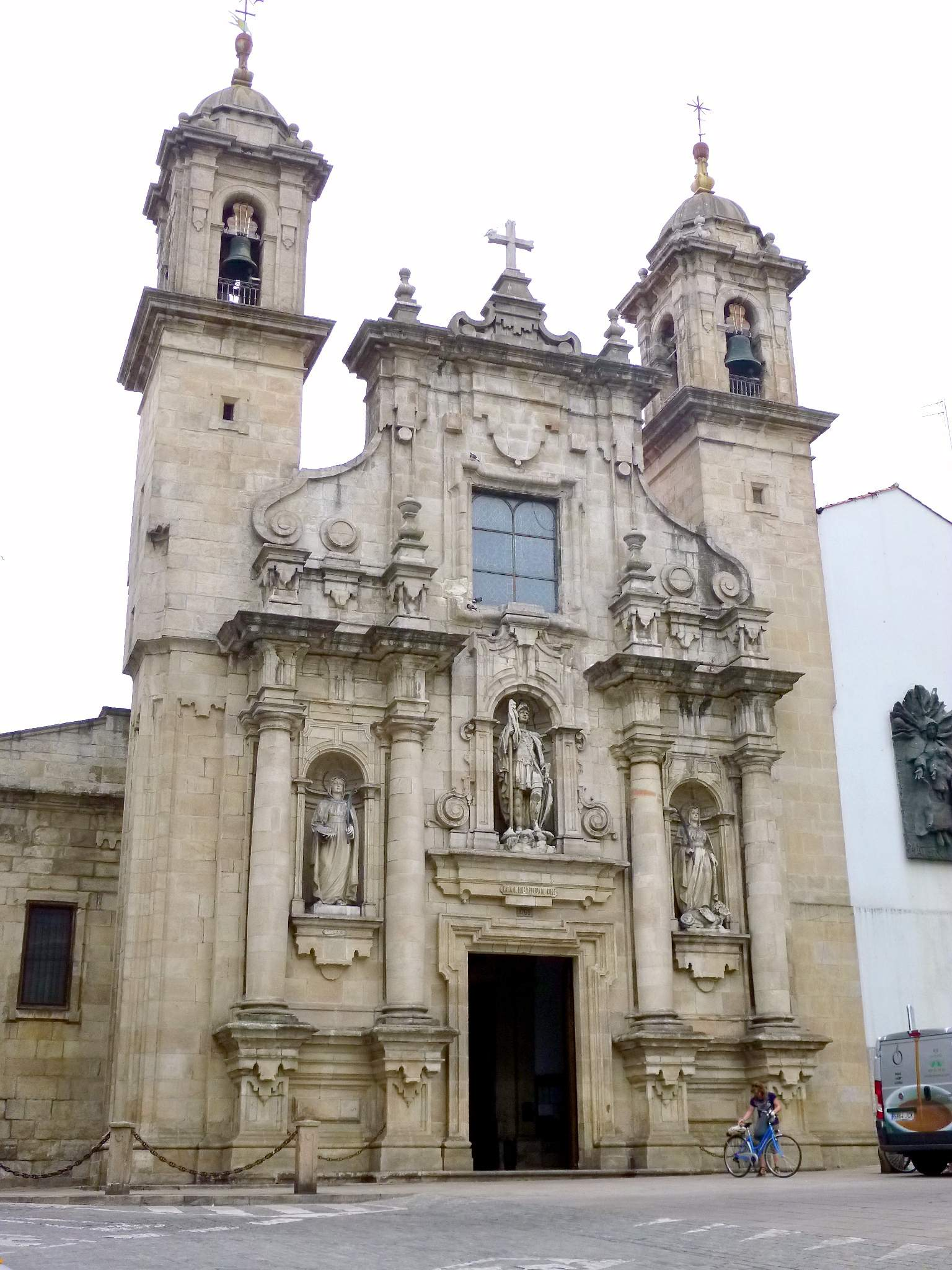
Iglesia de San Jorge, en La Coruña, donde Elisa y Marcela se casaron.

## Identidad falsa y matrimonio
Tras más de una década conviviendo en distintos lugares de la provincia de La Coruña, en 1901 deciden casarse. Elisa adoptó un aspecto masculino (con el cual se presentó en la Escuela Normal para solicitar un certificado de estudios), se inventó un pasado y se convirtió en Mario Sánchez. Para este pasado inventado tomó como referencia a un primo suyo muerto en un naufragio. Se inventó además que había pasado su infancia en Londres y que su padre era ateo. Ante esta última circunstancia, el padre Víctor Cortiella, párroco de San Jorge en La Coruña, bautizó a Mario el 26 de mayo de 1901 (además, recibió la primera comunión), y posteriormente casó a la pareja el 8 de junio de 1901 a las siete y media de la mañana, tras la publicación de las amonestaciones. La ceremonia matrimonial fue breve, los padrinos dieron fe de su validez, y la pareja pasó la noche de bodas en la pensión Corcubión, de la calle de San Andrés.

### Consecuencias

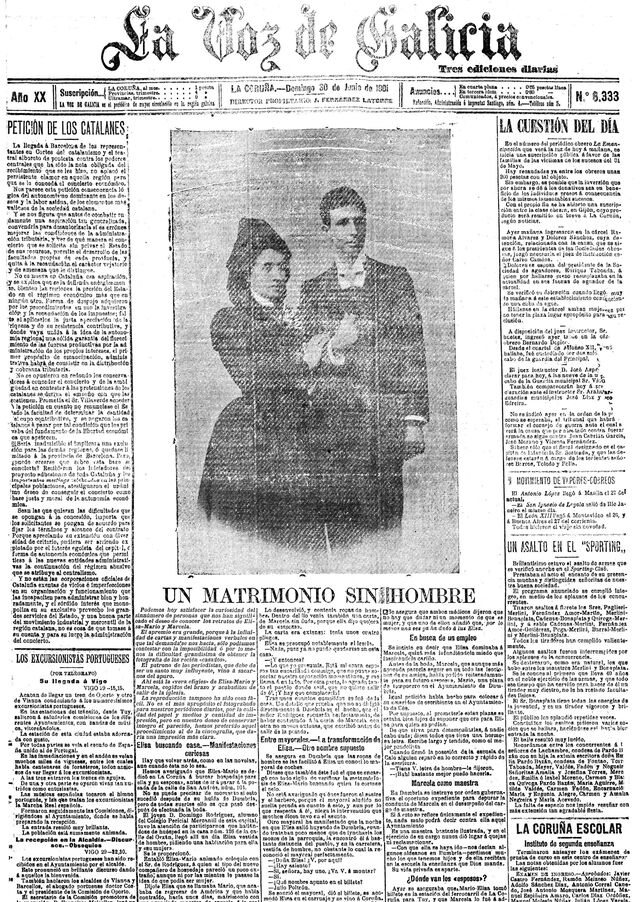
Portada de La Voz de Galicia del 30 de junio de 1901.

Finalmente, los vecinos no pudieron seguir indiferentes ante lo que a partir de ese momento se conocería como el matrimonio sin hombre. La pareja sería portada de diarios gallegos y madrileños y, como consecuencia de esto, ambas prontamente perdieron su trabajo, fueron excomulgadas, y se dictó una orden de busca y captura. Parece ser que para que tuviera lugar la excomunión, el párroco pidió a un doctor que examinara a Mario para comprobar si era un hombre o una mujer. Mario accedió y, cuando el doctor emitió su veredicto, intentó hacerse pasar por un hermafrodita, cuya condición había sido diagnosticada en Londres. La Guardia Civil las persiguió hasta la localidad de Dumbría, donde ambas ejercían como maestras. Se tiene constancia de que pasaron por Vigo y Oporto en su huida, debido al hecho de que las cónyuges habían sido procesadas por falsificación de documento público y, en el caso de Elisa, por uso de nombre supuesto. Lo último que se sabía de ellas es que llegaron a subirse a un barco con destino a América (posiblemente a Argentina, como tantos otros gallegos de la época), donde pasaron la luna de miel y, finalmente, se quedaron a vivir. Se cerró el caso que llevaba uno de los juzgados contra ellas, y algunos vecinos de Dumbría extendieron un rumor, varios años después, sobre el fallecimiento de Elisa, y el subsiguiente matrimonio de Marcela con un hombre. Este rumor no ha podido ser posteriormente confirmado.
Un trabajo de más de 300 páginas, que recoge el periplo de estas dos mujeres desde que en junio de 1901 tuvieron que huir de Coruña, hasta el año 1904. Por el medio, aparte de lo ya conocido de La Coruña y Dumbría, se narran los acontecimientos vividos en Oporto (Portugal). Allí, Elisa se hará llamar Pepe y, de nuevo bajo la apariencia de una pareja heterosexual, las jóvenes viven como marido y mujer durante dos meses. El 18 de agosto de 1901, a petición de la policía española, son detenidas y encarceladas. Fueron liberadas 13 días después porque un movimiento solidario liderado por activistas portuguesas exigió su libertad, realizándose, además, varias colectas públicas para ayudarlas económicamente. Entre tanto, Elisa juraba que era hombre. Sólo quería justificar todo el embrollo. Pero dos médicos la reconocieron y concluyeron que su sexo era femenino, siendo obligada a vestirse de mujer. Pese al revuelo, la administración española solicita la extradición de la pareja y Portugal la acepta. Sin embargo, antes de ser enviadas a España, son juzgadas y absueltas por los delitos que se les imputaban en el país vecino. Su historia volvió a dar un gran salto geográfico ya que, previamente a que se produjera la entrega, Marcela y Elisa vuelven a escapar, esta vez con dirección a Argentina.

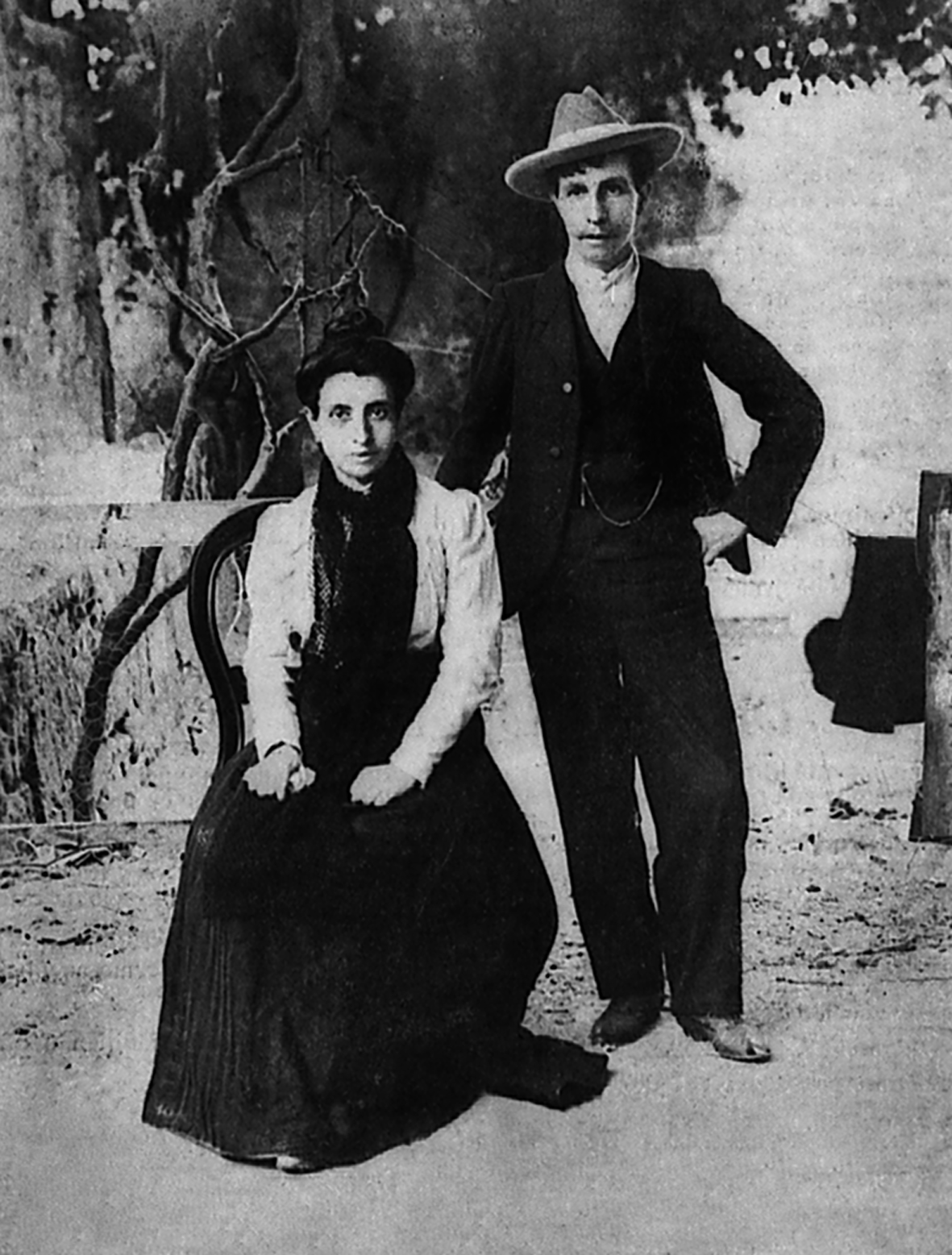
Marcela Gracia Ibeas y Elisa Sánchez Loriga hacia 1901, después de su arresto en Portugal.

Antes de salir de Oporto rumbo a las Américas, Elisa y Marcela se habían transformado en una familia pues Marcela, el 6 de enero de 1902, había dado a luz una niña, a la que llamaron María Enriqueta. Su desembarco en Buenos Aires, el mismo año, tampoco fue fácil. Trabajaron como criadas durante un año, mas el salario no daba para mantener a una familia, por lo que tuvieron que recurrir a nuevas estrategias para superar las circunstancias que imponían la separación. Para ello Elisa Sánchez Loriga (que en este país se identificaba como María Sánchez Loriga) se casó en 1903 con el danés Christian Jensen, un hombre 24 años mayor que ella, como estrategia para aposentarse en un hogar al que hacer llegar después a Marcela (bajo la identidad de Carmen), como si fuese su hermana, y a su hija.
Con el tiempo y la negativa de Elisa (María) a consumar el matrimonio con su esposo, surgieron las sospechas en este, lo que le llevó a indagar y descubrir que María y Carmen eran, en efecto, las famosas Elisa y Marcela de las que había dado cuenta, tiempo atrás, la prensa.
Nuevamente se vieron enfrentadas a los tribunales al tratar Jensen de anular su matrimonio. Se sabe que la sentencia dictaminó que el matrimonio, en esta ocasión, sí era válido por haberse realizado entre un hombre y una mujer, por lo que no hubo cargos contra Elisa (María). En 1904 se perdió su pista.

## Impacto social y legado
Actualmente se considera este suceso como uno de los precursores más antiguos del matrimonio homosexual en España. En los medios de comunicación se resalta el valor de estas dos mujeres, destacando que pasaran a la historia como el primer matrimonio homosexual de España.
Cabe destacar que la boda, según el archivo diocesano, aún es válida. Ni la Iglesia ni el Registro civil anularon las actas que de este matrimonio se levantaron, por lo que éste es el primer matrimonio igualitario del que se tiene constancia registral en España.
En 1902 se publicó en España el libro La sed de amar, del escritor extremeño Felipe Trigo. El libro incorpora la historia de Marcela y Elisa dándoles los nombres respectivos de Rosa y Claudia. El perfil de estas dos mujeres y la historia de su relación es transcrito a la ficción del libro con casi total equivalencia a la historia real (el propio Felipe Trigo hizo constar a pie de página en alguna de las versiones publicadas del mismo que la historia era real y sucedió en La Coruña en 1901).
Isaías Lafuente (redactor jefe de la cadena SER a nivel nacional), en su libro Agrupémonos Todas, hizo un recorrido por lo más destacado del feminismo en el siglo XX señalando la historia de Marcela y Elisa como uno de los hechos más significativos relacionados con tal movimiento ocurridos en Galicia (otro sería la figura de Emilia Pardo Bazán).
El 18 de diciembre de 2008, la misma en que se discutía en la ONU una propuesta que pretendía la eliminación de la penalización de la homosexualidad en todo el mundo, se presentó en La Coruña el libro Elisa e Marcela - Alén dos homes (Elisa y Marcela - Más allá de los hombres). El acto de presentación del libro se produjo en el Paraninfo de la Universidad de La Coruña y en el mismo hablaron el editor, el autor, el escritor Manuel Rivas, la escritora Carmen Blanco y el presidente del colectivo Milhomes, promotor del Premio Marcela y Elisa.
El colectivo Milhomes quiso homenajearlas fundando el Premio Marcela y Elisa, que, con el apoyo de la FELGTB, ya va por su sexta edición. También reivindicaban desde hace tiempo una calle con sus nombres en La Coruña, lo que finalmente se consiguió el 13 de mayo de 2018.

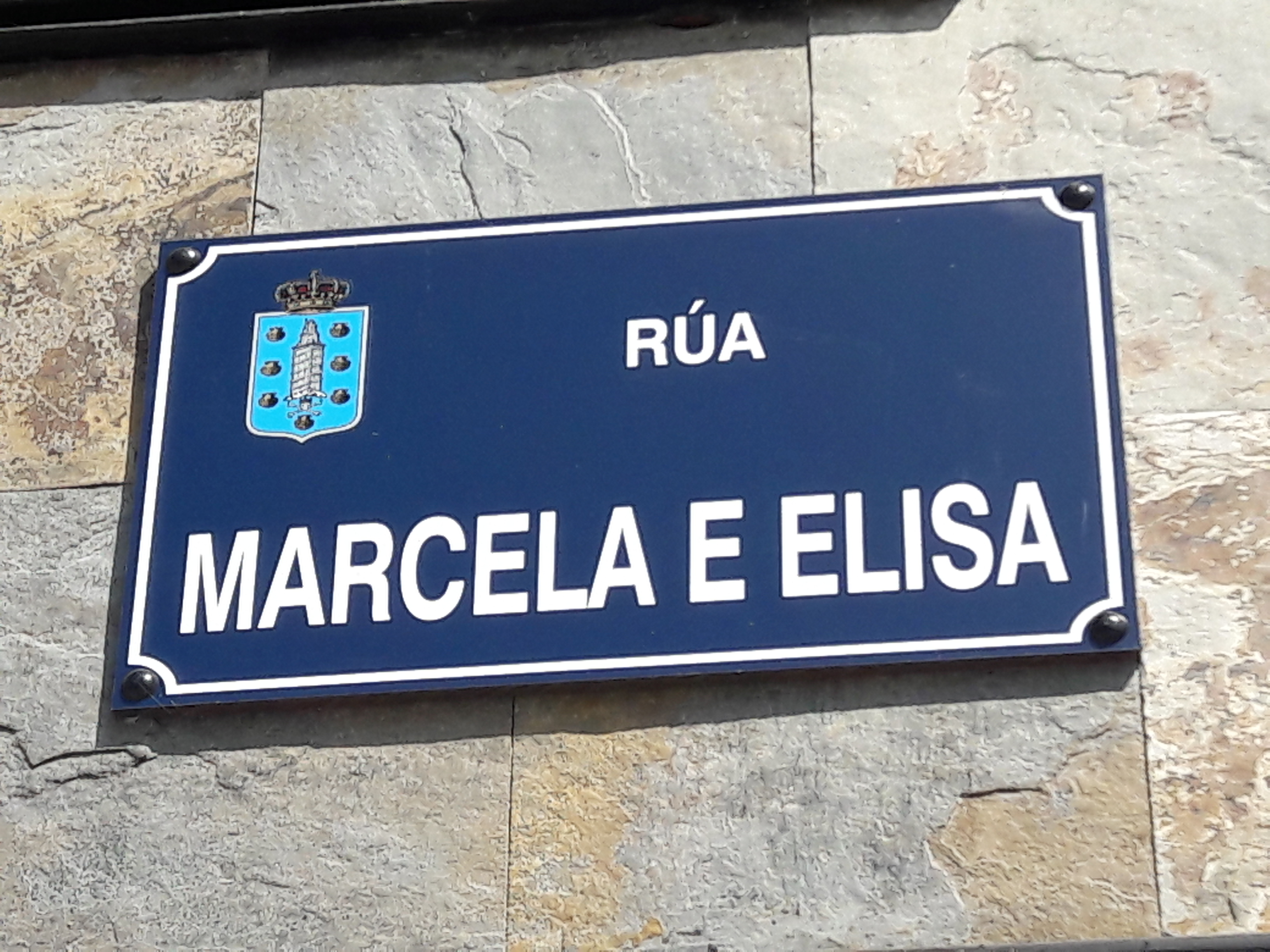
Rótulo de la calle Marcela e Elisa.

A finales de 2011, en la sala «La Normal», la Universidad de La Coruña presentó una exposición sobre el momento histórico vivido por estas mujeres, así como su propia historia. En uno de los paneles se nos cuenta que la prensa mexicana anunció, en 1909, la muerte de Elisa: se suicidó. De Marcela nada se dice.
En 2019 la directora española Isabel Coixet presentó Elisa y Marcela, donde narra la historia de estas dos mujeres.

## Primer matrimonio documentado entre personas del mismo sexo en 1061
El primer precedente de matrimonio entre personas del mismo sexo documentado en España fue entre dos hombres: Pedro Díaz y Muño Vandilaz en el municipio gallego de Rairiz de Veiga. Dicho enlace se produjo el 16 de abril de 1061. El matrimonio fue consagrado por un cura local en una pequeña capilla. Los documentos históricos acerca de este matrimonio se encontraron en el Monasterio de San Salvador en Celanova, Orense, desde donde fueron trasladados al Archivo Histórico Nacional de Madrid. Sin embargo, debe señalarse que la unión consagrada en ese año no disponía del estatus de matrimonio, sino que se trataba de un emparejamiento institucional. No es conocido si el sacerdote era consciente del género de ambos.

## Matrimonios homosexuales bajo la ley 13/2005
Aunque el primer intento de matrimonio igualitario del que se tiene constancia es el de Marcela y Elisa, en 2005 se legalizó el matrimonio igualitario en España, por la ley 13/2005. De esta forma, el primer matrimonio de personas abiertamente homosexuales tuvo lugar el 11 de julio del mismo año; celebrándose en Tres Cantos (Madrid), entre Emilio Menéndez y Carlos Baturin, que convivían en pareja desde hacía más de treinta años. El primer matrimonio entre mujeres bajo la nueva ley se celebró en Barcelona once días después.